# هيلدغارد من بورغندي
هيلدغارد من بورغندي (1104-1056) كانت دوقة غاسكونية وآكيتاين عن طريق الزواج، فهي الابنة الوحيدة لـ روبرت الأول دوق بورغندي وزوجته الثانية ارمينغارد من أنجو.

## الزواج والأبناء
كانت هيلدغارد الزوجة الثالثة والأخيرة لـ ويليام الثامن، دوق آكيتاين؛ تمكنت هيلدغارد أخيراً من إنجاب الوريث على عكس زوجاته الأخريات التي كان مصيرهن الطلاق، بحيث كان إنجاب الوريث سبباً للاحتفال في البلاط، وبالمقابل في البداية اعتبرته الكنيسة هذا الوريث غير شرعي بسبب طلاق والده المتكررة والقرابة بين الزوجين، مما دفع زوجها للحج إلى روما للحصول على موافقة البابا على الزواج؛ وأبناؤهم:-
- أغنيس من آكيتاين، ملكة أراغون ونافارا.
- ويليام التاسع، دوق آكيتاين.
- بياتريس، ملكة قشتالة؟.[4]